# ایکره-اکیتی
ایکره-اکیتی (به لاتین: Ikere-Ekiti) یک منطقهٔ مسکونی در نیجریه است که در ایالت اکیتی واقع شده‌است.